# Mammillaria albicoma
Mammillaria albicoma är en kaktusväxtart som beskrevs av Boed. Mammillaria albicoma ingår i släktet Mammillaria och familjen kaktusväxter. Inga underarter finns listade i Catalogue of Life.

## Bildgalleri

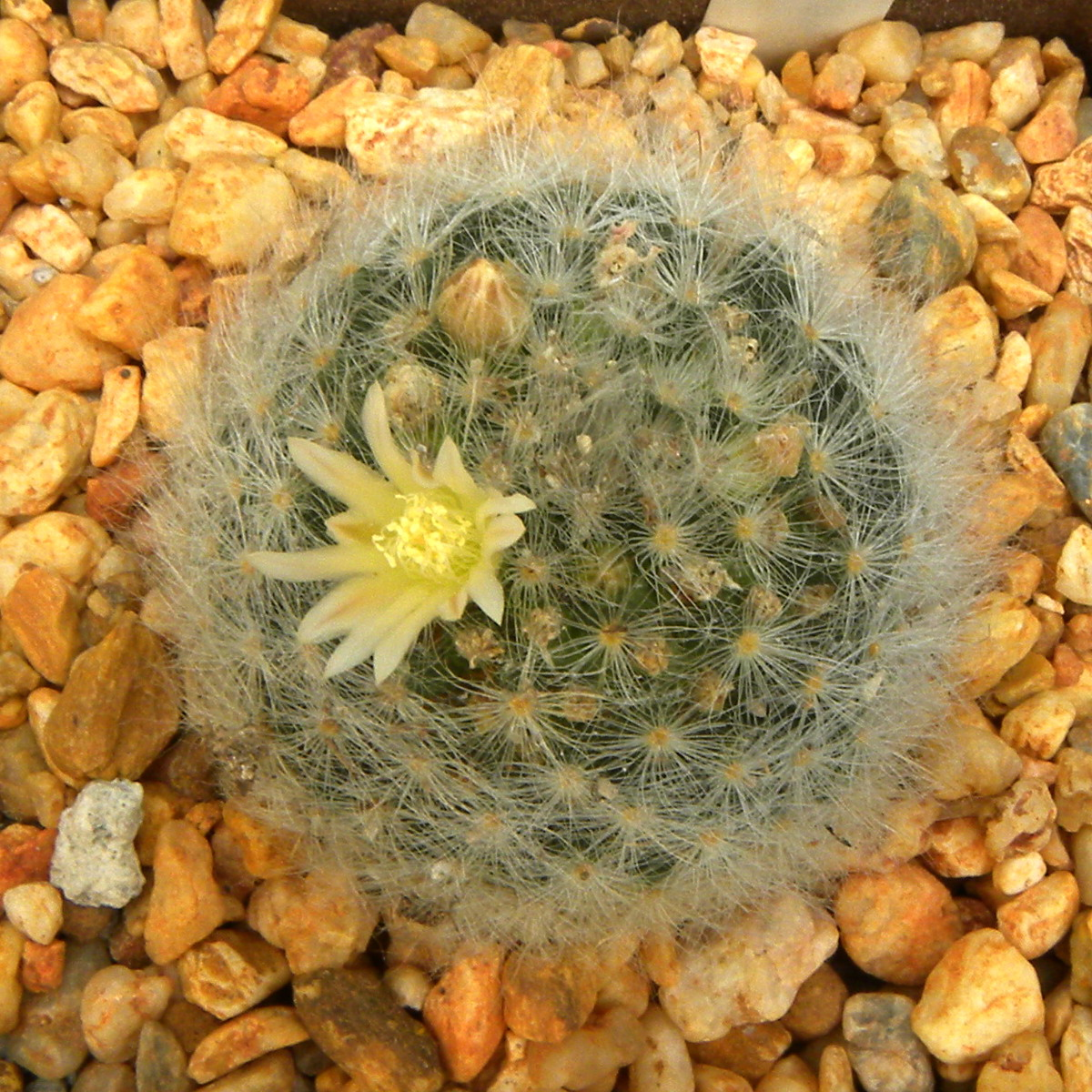
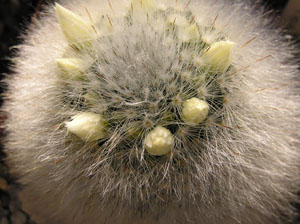
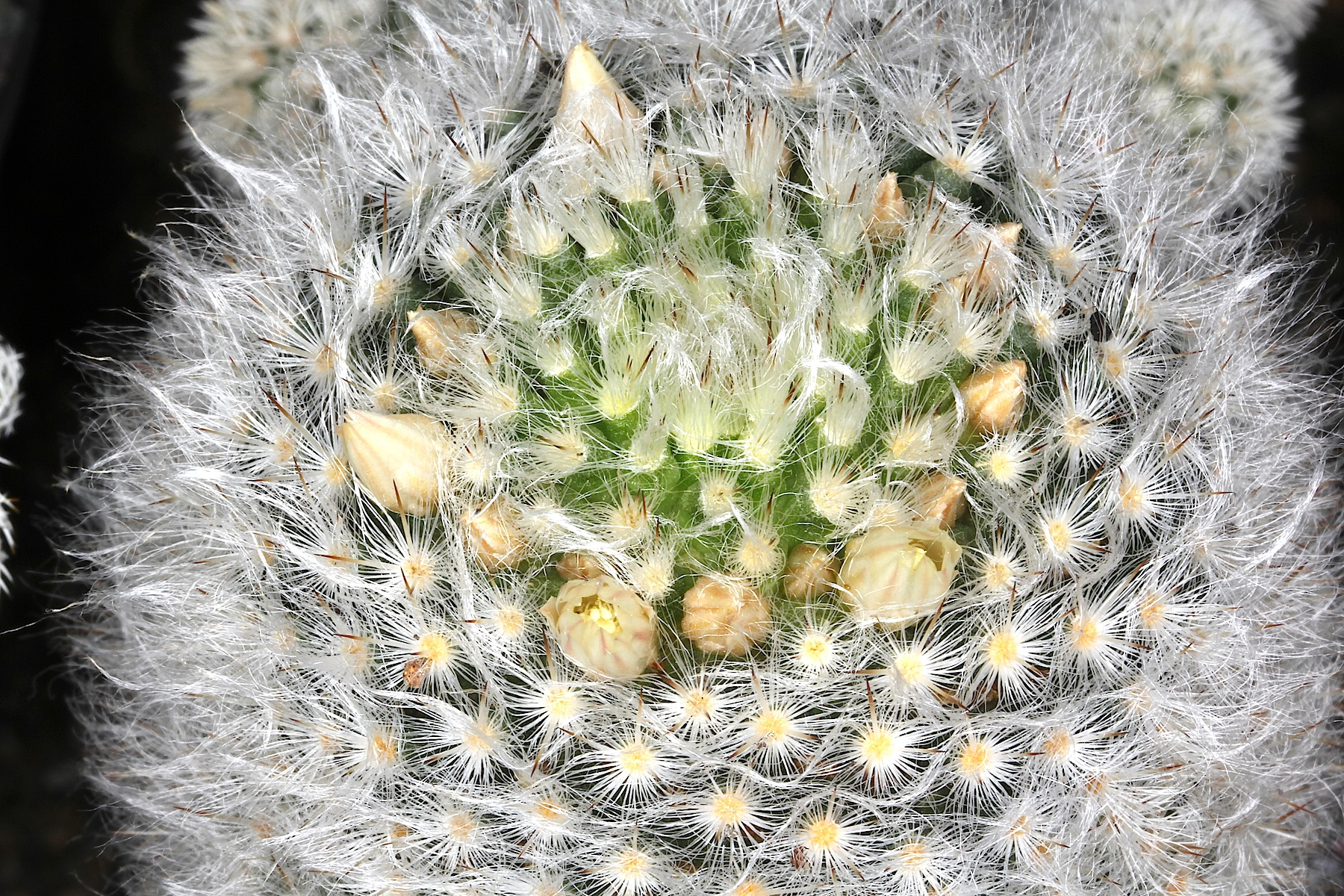